# Flugplatz Nellingen

i7
i11
i13
Der Flugplatz Nellingen war ein Militärflugplatz im 20. Jahrhundert. Das Areal befand sich auf dem Gebiet der heutigen Stadt Ostfildern; bis zur Gebietsreform in Nellingen auf den Fildern. Nach dem Ende des Kalten Kriegs wurde das Areal der Konversion zugeführt. Hier entstand ein neuer Stadtteil, der Scharnhauser Park.

## Geschichte

### Fliegerhorst Nellingen
Am Standort des früheren königlichen Gestüts Scharnhausen begann 1933 die Planung eines weiteren Flugplatzes für Stuttgart, als Alternative zum bestehenden bei Böblingen. Während der Planung wurde 1936 aus Platzgründen beschlossen, den Bau des zivilen Flugplatzes an dieser Stelle einzustellen und dafür in der Nähe der neuen Autobahn (heutige A 8) von vorne zu beginnen. Hieraus entstand der heutige Flughafen Stuttgart.
Die Luftwaffe übernahm die im Bau befindliche Infrastruktur und baute sie zu einem Fliegerhorst aus. Der Fliegerhorst Nellingen wurde 1938 eröffnet und verfügte neben einem Grasflugfeld unter anderem über fünf Hangare.
Der Nordteil des Fliegerhorstes wurde ab 1937 von der TH Stuttgart und 1941 von der Forschungsanstalt Graf Zeppelin genutzt. Diese Forschungsanstalt befasste sich mit der Konstruktion von Bomben, Torpedostabilisierung, Unterwasserdetonationen, Konstruktion von Flugzeug-Katapulten sowie Fallschirmen zur Verzögerung von Flugzeugen und Bergung von Flugkörpern. Letztere Entwicklungen fanden auch in der Raumfahrt breite Anwendung
Im Januar 1940 war hier die II. Gruppe des Zerstörergeschwaders 76 (II./ZG 76) mit ihren Messerschmitt Bf 109 stationiert und ein Teil dieser Einheit lag hier während des Westfeldzugs der Wehrmacht im Mai/Juni 1940 erneut. Zu dieser Zeit flog der Verband auch schon die Messerschmitt Bf 110 C. Nach dem Überfall auf die Sowjetunion lagen hier für eine Woche in der ersten Septemberhälfte als letzter Zerstörerverband zwei der drei Staffeln der Ergänzungs-Zerstörergruppe (Erg.Zerst.Gr.) mit Bf 110 und Bf 109.
Nach einem mehrwöchigen Aufenthalt einiger Focke-Wulf Fw 189A-Aufklärer im Februar/März 1943, sie gehörten zur 1. (Höhen-)Staffel der Aufklärungsgruppe 31 (1.(H)/31) und 5. (Höhen-)Staffel der Aufklärungsgruppe 12 (5.(H)/12), wurde Nellingen ein knappes Jahr später Basis von Schulflugzeugen. Zwischen Mitte Februar und Ende Juni 1942 war hier die Flugzeugführerschule C 15 und zwischen August 1943 und Dezember 1944 eine Flugzeugführerschule A/B beheimatet. Daneben lag hier zur Radarkalibrierung von Mitte Dezember 1942 bis in die erste Hälfte des Aprils 1943 die Zieldarstellungsstaffel 103, die über Gotha Go 145 und Arado Ar 96 verfügte.
Im Juni 1943 wurde parallel die V. Gruppe des Nachtjagdgeschwaders 6 (V./NJG 6) mit Bf 110 in Nellingen neu aufgestellt und blieb hier bis in den Juli stationiert. Aus ihr entstand Mitte August dann die III. Gruppe des Nachtjagdgeschwaders 2 (III./NJG 2), eine Junkers Ju 88C-Einheit, die hier bis in den September 1943 stationiert blieb.
Im Unterschied zu den Flughäfen Stuttgart und Böblingen wurde Nellingen in den Jahren 1944/45 kaum durch alliierte Bomber angegriffen, aber auch nur unregelmäßig genutzt. Ende März 1945 lagen hier für einige Tage als letzte deutsche Luftfahrzeuge die Messerschmitt Bf 109G/K des III. Gruppe des Jagdgeschwaders 53 (III./JG 53). Vor ihrem Abzug vor den vorrückenden alliierten Truppen wurden Teile der Einrichtung durch die abziehenden deutschen Truppen gesprengt.
Nach der Besetzung Nellingens durch französische Truppen im April 1945 erhielt der Flugplatz die Bezeichnung Advanced Landing Ground ALG R-94; alliierte Einsatzverbände waren hier während des Krieges jedoch nicht mehr stationiert.

### Nellingen Kaserne
Im August wurde das Flugfeld von der US Army übernommen, die hier bis Februar 1946 in Bayern erbeutete deutsche Hubschrauber der Typen Flettner Fl 282 und Focke-Achgelis Fa 223 erprobte. In den folgenden Jahren diente das Areal als Abstellfläche für Militärgerät und die unbefestigten Flächen zum Getreideanbau.
Im Jahr 1951 entschied das VII. US-Korps Nellingen längerfristig zu nutzen und in der folgenden Zeit entstand die Nellingen-Kaserne (englisch Nellingen Barracks). Auch der militärische Flugbetrieb wurde wieder aufgenommen, Nellingen wurde ein Helikopter-Standort.
Der erste hier stationierte fliegende US-Verband war ab April 1954 die 328th Transportation Company (328th Trans Co), die im Mai 1956 in 11th Trans Co umbenannt wurde und noch für zehn weitere Jahre in Nellingen stationiert blieb, bis die Kompanie im Juni 1966 deaktiviert wurde.
Nellingen war dann ab Ende 1966 ein Standort des 16th Aviation Battalion, das 1972 in 223rd Aviation Battalion umbenannt wurde. Im Zuge einer Umorganisation trat an dessen Stelle 1987 das 7th Battalion des 159th Aviation Regiment (7th/159th Aviation). Hier flogen die verschiedensten Hubschraubertypen. Hierzu gehörten Sikorsky UH-19D, Sikorsky UH-34A, Sikorsky CH-37A, H-13, Bell UH-1H, Bell AH-1, Bell OH-58C, Sikorsky UH-60A and Boeing AH-64A.
Im Kalten Krieg lebten bis zu 5000 US-Amerikaner in Nellingen; der Höhepunkt wurde Ende der 1970er Jahre erreicht. Neben der Army Aviation lagen hier eine Vielzahl weiterer nichtfliegender Verbände. In den 1960er Jahren waren hier auch Pershing 1-Raketen stationiert. Hierzu gehörte das 2nd Support Command, das hier seit Ende der 1960er Jahre beheimatet war und das in den Jahren 1990/91 beim Zweiten Golfkrieg zum Einsatz kam.
Am 2. November 1992 wurden die Nellingen Barracks formal geschlossen und das Areal den damaligen Grundstückseigentümern zurück übertragen, dem Haus Württemberg und der Bundesrepublik Deutschland. 1993 wurde das Gelände als Unterkunft während der Leichtathletik-Weltmeisterschaften 1993 genutzt.

## Heutige Nutzung
Nach 1995 entstand hier der neue Stadtteil Scharnhauser Park. Mit Ausnahme der Offizierswohnungen und einigen Gebäuden der früheren Fliegerhorstleitung (siehe Foto) wurden die Gebäude 1996 abgerissen.